# Френк Фролінг
Френк Фролінг (англ. Frank Froehling; 19 травня 1942 — 23 січня 2020) — колишній американський тенісист.
Найвищу одиночну позицію світового рейтингу — 6 місце досяг 1963 року (за даними Ленса Тінґея).
Здобув 28 одиночних титулів.
Найвищим досягненням на турнірах Великого шолома були фінали в одиночному, парному та змішаному парному розрядах.
Завершив кар'єру 1973 року.

## Фінали турнірів Великого шолома

### Одиночний розряд (1 поразка)
| Результат | Рік  | Турнір        | Покриття | Суперник      | Рахунок       |
| --------- | ---- | ------------- | -------- | ------------- | ------------- |
| Поразка   | 1963 | Чемпіонат США | Трава    | Рафаель Осуна | 5–7, 4–6, 2–6 |

### Парний розряд (1 поразка)
| Результат | Рік  | Турнір        | Покриття | Партнер        | Суперники              | Рахунок              |
| --------- | ---- | ------------- | -------- | -------------- | ---------------------- | -------------------- |
| Поразка   | 1965 | Чемпіонат США | Трава    | Чарлз Пасарелл | Рой Емерсон Фред Столл | 4–6, 12–10, 5–7, 3–6 |

### Мікст: (2 поразки)
| Результат | Рік  | Турнір        | Покриття | Партнер             | Суперники                | Рахунок  |
| --------- | ---- | ------------- | -------- | ------------------- | ------------------------ | -------- |
| Поразка   | 1962 | Чемпіонат США | Трава    | Леслі Тернер Боурі  | Маргарет Корт Фред Столл | 5–7, 2–6 |
| Поразка   | 1965 | Чемпіонат США | Трава    | Джуді Тегарт-Далтон | Маргарет Сміт Фред Столл | 2–6, 2–6 |